# Phoenix Bruxelles
Phoenix Bruxelles is een Belgische inlinehockeyclub uit Ohain.

## Geschiedenis
De club ontstond in 2006 uit de fusie van FireBalls Bruxelles en Cardinals Bruxelles. Sinds 2019 is ze gevestigd op de huidige locatie. Phoenix won tweemaal de Beker van België in haar bestaan. 

## Palmares
- Bekerwinnaar: 2011[3] en 2023[4]